# باد ليبنفيردا
باد ليبن وردا (بالألمانية: Bad Liebenwerda) هي مدينة و بلدة ألمانية تقع في ألمانيا في براندنبورغ.  يقدر عدد سكانها بـ 10,573 نسمة .

## المدن التوأمة
مدينة لوبيكه هي مدينة توأمة لـباد ليبن وردا.